# Речаково
Речаково — деревня в Вашкинском районе Вологодской области.
Входит в состав Васильевского сельского поселения, с точки зрения административно-территориального деления — в Васильевский сельсовет.
Расстояние по автодороге до районного центра Липина Бора — 23 км, до центра муниципального образования деревни Васильевская — 20 км. Ближайшие населённые пункты — Коровино, Торопунино, Устье.
По данным переписи в 2002 году постоянного населения не было.